# 스다 고타
스다 고타(일본어: 須田 幸太, 1986년 7월 31일 ~ )는 일본의 프로 야구 선수이며, 현재 센트럴 리그인 요코하마 DeNA 베이스타스의 소속 선수(투수)이다.

## 인물

### 프로 입단 전
이바라키현 이시오카시 출신으로 쓰치우라코호쿠 고등학교 시절 2학년 가을에 열린 간토 대회에서 첫 우승을 장식했고 에이스인 4번으로서 3학년 때 춘계 선발 고등학교 야구 대회(제76회 선발 고등학교 야구 대회)의 첫 출전을 이끌었다. 그러나 연습 경기에서 너무 많이 던진 탓에 오른쪽 팔꿈치를 다쳐 당일에는 진통제를 먹고 첫 경기에 임했으나 본래의 실력을 내지 못하고 우구모리 아쓰시, 다카하시 유스케, 후쿠이 유야 등이 소속된 사이비 고등학교에게 0대 9로 패했다. 3학년 여름에 다시 고시엔 대회 출전을 목표로 했으나 이바라키 대회 3차전 상대인 도키와 대학 고등학교에게 1대 2로 패했다.
고교 졸업 후 와세다 대학에 진학해 야구부에 소속되었다. 2학년 때까지는 승리가 없었으나 3학년 봄에 에이스 넘버인 등번호 11번을 착용하고 사이토 유키와 함께 선발진의 주축이 되어 3승 1패의 성적을 기록, 팀을 우승으로 이끌었다. 대학 4학년 때인 2008년 춘계 시즌에는 최우수 평균 자책점 타이틀을 획득하였고 대학 시절 통산 성적은 8승 3패를 기록했다. 대학 동기로는 함께 배터리를 짠 호소야마다 다케시·마쓰모토 게이지로, 우에모토 히로키가 있다. 대학 졸업 후 JFE 동일본에 입사해 팀의 에이스로서 활약했고 2009년 도시 대항 야구에서는 자기 팀에서의 출전은 놓쳤으나 Honda에 보강 멤버로 들어가며 마무리 투수로서 5경기 중 4경기에 등판해 헹가래 투수가 되어 젊은사자상을 수상했다. 또 이듬해 2010년의 도시 대항 야구에서는 자기 팀에서 출전해 팀의 8강 진출을 이끌었다.
2010년 10월 28일 프로 야구 드래프트 회의에서 와세다 대학의 후배인 오이시 다쓰야를 추첨으로 제외한 요코하마 베이스타스로부터 1순위 지명을 받았다. 같은 해 11월에는 광저우 아시안 게임 일본 대표팀 선수로 발탁돼 팀의 동메달 획득에 기여했고 11월 25일에는 계약금 1억 엔, 연봉 1,500만 엔의 계약을 맺고 요코하마에 입단했다.

### 프로 입단 후

#### 2011년
이듬해 4월 22일 한신 타이거스전에서 긴급 선발이라는 형태로 프로 데뷔 첫 등판과 동시에 첫 선발로 나섰고 8경기째의 선발로 나선 6월 6일의 사이타마 세이부 라이온스전에서 프로 첫 승리를 거뒀다. 그러나 8월 17일 도쿄 야쿠르트 스왈로스전에서는 초반에 9점의 득점 지원을 받았음에도 불구하고 4회와 5회에 갑작스런 제구력 난조로 7실점을 내주며 강판돼 다음날에 2군에 떨어지는 등 전반적으로는 프로로서의 어려움을 맛본 시즌이 되었다.

#### 2012년 ~ 2013년
2012년은 6월에는 2경기에 선발로 등판했지만 모두 패전 투수가 되었고 시즌에서의 등판은 이 2경기에 머물렀다. 이듬해 2013년 7월 4일 야쿠르트전에서 프로 데뷔 후 첫 완투승과 첫 완봉승을 동시에 달성했다.

## 플레이 스타일
평소 140 km/h 전후를 계시하는 최고 속도 148 km/h의 스트레이트에 세로로 떨어지는 슬라이더와 커브 컷 패스트볼, 싱커를 섞어 던진다. 다만, 구질이 가볍기 때문에 피홈런 개수가 많다.
투수이면서도 타격에는 자신이 있는데 2군 경기에서는 결승 홈런을 날린 적도 있다.

## 상세 정보

### 출신 학교
- 이바라키 현립 쓰치우라코호쿠 고등학교
- 와세다 대학

### 선수 경력
사회인 시대
- JFE 동일본

프로팀 경력
- 요코하마 베이스타스·요코하마 DeNA 베이스타스(2011년 ~ )

### 개인 기록

#### 투수 기록
- 첫 등판·첫 선발: 2011년 4월 22일, 대 한신 타이거스 1차전(한신 고시엔 구장), 6이닝 2실점, 승패는 연결되지 않음[5]
- 첫 탈삼진: 상동, 2회초에 조지마 겐지로부터
- 첫 승리·첫 선발 승리: 2011년 6월 6일, 대 사이타마 세이부 라이온스 4차전(야마나시 현 고세 스포츠 공원 야구장), 6이닝 1실점[6]
- 첫 완투 승리·첫 완봉 승리: 2013년 7월 4일, 대 도쿄 야쿠르트 스왈로스 11차전(요코하마 스타디움)[7]
- 첫 홀드: 2015년 8월 1일, 대 히로시마 도요 카프 15차전(요코하마 스타디움), 6회초에 2번째 투수로서 구원 등판, 2이닝 무실점
- 첫 세이브: 2015년 9월 5일, 대 요미우리 자이언츠 21차전(요코하마 스타디움), 9회초 1사에 4번째 투수로서 구원 등판·마무리, 2/3이닝 무실점[7]

#### 타격 기록
- 첫 안타: 2011년 5월 25일, 대 도호쿠 라쿠텐 골든이글스 1차전(시즈오카 현 구사나기 종합 운동장 경식 야구장), 나가이 사토시로부터[8]
- 첫 타점: 2013년 7월 4일, 대 도쿄 야쿠르트 스왈로스 11차전(요코하마 스타디움) 시치조 유키로부터 투수 적시 내야 안타[7]

### 등번호
- 20(2011년 ~ )

### 연도별 투수 성적
| 연 도     | 소 속         | 등 판 | 선 발 | 완 투 | 완 봉 | 무 4 구 | 승 리 | 패 전 | 세 이 브 | 홀 드 | 승 률 | 타 자 | 이 닝 | 피 안 타 | 피 홈 런 | 볼 넷 | 고 4 | 몸 맞 | 탈 삼 진 | 폭 투 | 보 크 | 실 점 | 자 책 점 | 평 자 책 | W H I P |
| --------- | ------------- | ----- | ----- | ----- | ----- | ------- | ----- | ----- | -------- | ----- | ----- | ----- | ----- | -------- | -------- | ----- | ---- | ----- | -------- | ----- | ----- | ----- | -------- | -------- | ------- |
| 2011년    | 요코하마 DeNA | 17    | 17    | 0     | 0     | 0       | 2     | 6     | 0        | 0     | .250  | 373   | 85.0  | 93       | 16       | 32    | 0    | 3     | 52       | 4     | 0     | 52    | 50       | 5.29     | 1.47    |
| 2012년    | 요코하마 DeNA | 2     | 2     | 0     | 0     | 0       | 0     | 2     | 0        | 0     | .000  | 45    | 9.1   | 12       | 1        | 7     | 0    | 0     | 7        | 0     | 0     | 9     | 9        | 8.68     | 2.08    |
| 2013년    | 요코하마 DeNA | 14    | 12    | 1     | 1     | 0       | 6     | 3     | 0        | 0     | .667  | 285   | 63.1  | 64       | 6        | 36    | 0    | 3     | 35       | 1     | 0     | 34    | 34       | 4.83     | 1.58    |
| 2014년    | 요코하마 DeNA | 9     | 1     | 0     | 0     | 0       | 0     | 1     | 0        | 0     | .000  | 64    | 14.1  | 20       | 2        | 2     | 0    | 0     | 14       | 2     | 0     | 12    | 8        | 5.02     | 1.53    |
| 2015년    | 요코하마 DeNA | 29    | 5     | 0     | 0     | 0       | 3     | 2     | 1        | 3     | .600  | 241   | 56.0  | 59       | 10       | 23    | 0    | 0     | 42       | 1     | 1     | 26    | 24       | 3.86     | 1.46    |
| 통산: 5년 | 통산: 5년     | 71    | 37    | 1     | 1     | 0       | 11    | 14    | 1        | 3     | .440  | 1008  | 228.0 | 248      | 35       | 100   | 0    | 6     | 150      | 8     | 1     | 133   | 125      | 4.93     | 1.53    |

- 2015년 시즌 종료 기준.
- 요코하마(요코하마 베이스타스)는 2012년에 DeNA(요코하마 DeNA 베이스타스)로 구단명을 변경.